# Tragedia di Caltanissetta Xirbi
La tragedia di Caltanissetta Xirbi è un incidente ferroviario avvenuto il 21 marzo 1943 presso la stazione di Caltanissetta Xirbi.

## Descrizione
Il treno 8864 partì da Castrofilippo il 19 marzo 1943 alla volta di Termini Imerese con a bordo 800 militari del 476º battaglione costiero, in maggioranza veneti e lombardi.
Una volta arrivato a Canicattì, il treno fu oggetto di un attacco aereo e la motrice di testa fu mitragliata e resa inutilizzabile. Il treno ripartì il giorno successivo, dopo aver sostituito la locomotiva, che fu a sua volta distrutta da un secondo attacco aereo a Serradifalco. Questa volta, oltre all'attesa di un ulteriore giorno, fu approntato un nuovo treno, l'8860, che arrivò alla stazione Caltanissetta Centrale alle 4:00 del mattino. Alle 5:10 il capostazione chiese il consenso per far procedere il treno verso la stazione successiva, ottenendo il via libera alle 5:15. 
Alle 5:20 circa il capostazione di Caltanissetta Xirbi Salvatore Carapezza sentì un forte rumore cupo e sordo e si affacciò: era il treno 8860 che giungeva in stazione a velocità elevata e completamente fuori controllo, investendo un altro convoglio che era in manovra sullo stesso binario. Il treno stava trasportando anche degli esplosivi, che aggravarono le conseguenze dell'impatto in cui persero la vita 137 soldati e 360 rimasero feriti.
Non venne aperta alcuna inchiesta in merito, nemmeno dopo la guerra. Si è ipotizzato che si fosse trattato di un sabotaggio.
Nella stazione di Caltanissetta Xirbi una stele ricorda le vittime dell'incidente.